# Anthony Rijo
Anthony Sebastián Rijo Santos (Montevideo, 12 gennaio 1999) è un ex calciatore uruguaiano, di ruolo centrocampista.

## Carriera
Cresciuto nel settore giovanile del Boston River, ha esordito in prima squadra il 22 aprile 2018 in occasione del match di campionato vinto 3-2 contro il Progreso.